# Cramerton, North Carolina
Cramerton, North Carolina (енгл. Cramerton) град је у америчкој савезној држави Северна Каролина.

## Демографија
По попису из 2010. године број становника је 4.165, што је 1.189 (40,0%) становника више него 2000. године.
| Група             | 2000.         | 2010.         |
| Белци             | 2.793 (93,9%) | 3.757 (90,2%) |
| Афроамериканци    | 70 (2,4%)     | 177 (4,2%)    |
| Азијати           | 57 (1,9%)     | 93 (2,2%)     |
| Хиспаноамериканци | 11 (0,4%)     | 54 (1,3%)     |
| Укупно            | 2.976         | 4.165         |